# Agustín Ale
Agustín Ale Perego, meglio noto come Agustín Ale (Las Piedras, 19 febbraio 1995), è un calciatore uruguaiano, difensore dell'Imolese.

## Carriera
Cresciuto nel settore giovanile del River Plate Montevideo, esordisce in prima squadra il 23 novembre 2014, nella partita vinta per 0-2 contro il Racing Club Montevideo.

## Statistiche

### Presenze e reti nei club
Statistiche aggiornate al 1º dicembre 2017.
| Stagione                      | Squadra                       | Campionato                    | Campionato | Campionato | Coppe nazionali | Coppe nazionali | Coppe nazionali | Coppe continentali | Coppe continentali | Coppe continentali | Altre coppe | Altre coppe | Altre coppe | Totale | Totale |
| Stagione                      | Squadra                       | Comp                          | Pres       | Reti       | Comp            | Pres            | Reti            | Comp               | Pres               | Reti               | Comp        | Pres        | Reti        | Pres   | Reti   |
| ----------------------------- | ----------------------------- | ----------------------------- | ---------- | ---------- | --------------- | --------------- | --------------- | ------------------ | ------------------ | ------------------ | ----------- | ----------- | ----------- | ------ | ------ |
| 2014-2015                     | River Plate Montevideo        | PD                            | 11         | 0          | -               | -               | -               | -                  | -                  | -                  | -           | -           | -           | 11     | 0      |
| 2015-2016                     | River Plate Montevideo        | PD                            | 13         | 0          | -               | -               | -               | CL                 | 5                  | 0                  | -           | -           | -           | 18     | 0      |
| 2016                          | River Plate Montevideo        | PD                            | 13         | 1          | -               | -               | -               | -                  | -                  | -                  | -           | -           | -           | 13     | 1      |
| 2017                          | River Plate Montevideo        | PD                            | 27         | 3          | -               | -               | -               | -                  | -                  | -                  | -           | -           | -           | 27     | 3      |
| Totale River Plate Montevideo | Totale River Plate Montevideo | Totale River Plate Montevideo | 64         | 1          |                 | -               | -               |                    | 5                  | 0                  |             | -           | -           | 69     | 1      |
| Totale carriera               | Totale carriera               | Totale carriera               | 64         | 1          |                 | -               | -               |                    | 5                  | 0                  |             | -           | -           | 69     | 1      |